# Светлогорка
Светлогорка — малая река на территории России, протекает по Самбийскому полуострову, на территории Зеленоградского района Калининградской области. Река впадает в Балтийское море, длина реки — 14 км, площадь водосборного бассейна — 24,3 км².
Средняя скорость течения воды — 0,32 м/с.
Исток реки — небольшое озеро в посёлке Клюквенное на высоте 40 м над уровнем моря. Долина имеет крутые высокие берега. В верхнем и среднем течении река пересекает елово-широколиственный лес, в нижнем течении — Светлогорск, где русло зарегулировано.

## Данные водного реестра
По данным государственного водного реестра России относится к Балтийскому бассейновому округу, водохозяйственный участок реки — реки бассейна Балтийского моря в Калининградской области без рек Неман и Преголя. Относится к речному бассейну реки Неман и рекам бассейна Балтийского моря (российская часть в Калининградской области).
Код объекта в государственном водном реестре — 01010000312104300010724.